# Тамбовское высшее военное авиационное училище лётчиков имени М. М. Расковой

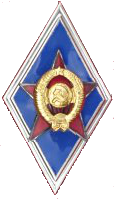
Нагрудный знак ВС СССР за окончание военно-учебного заведения — высших военных училищ и военных институтов

Тамбовское высшее военное авиационное училище лётчиков имени М. М. Расковой (Тамбовское ВВАУЛ им. М. М. Расковой) — расположенное в Тамбове высшее военное лётное училище, ведущее свою историю с 7 декабря 1931 года.

## Наименования
Исторические наименования формирования:
- 14-я военная авиационная школа (15.12.1930 г.);
- Энгельсская школа лётчиков;
- Энгельсская школа лётчиков имени М. М. Расковой (1943 г.);
- Энгельсское военное авиационное училище имени М. М. Расковой (1945 г.);
- Тамбовское военное авиационное училище лётчиков имени М. М. Расковой (1956 г.)
- Тамбовское высшее военное авиационное училище лётчиков имени Героя Советского Союза М. М. Расковой (1959 г.)
- Тамбовское Краснознамённое высшее военное авиационное училище лётчиков имени Героя Советского Союза М. М. Расковой (1981 г.).

## История училища
Тамбовское высшее военное авиационное училище лётчиков имени М. М. Расковой ведет свою историю с 14-й военной школы пилотов. 14-я военная школа пилотов сформирована на основе Директивы НКО СССР А1/017821 от 15 декабря 1930 года «О создании 14-й Военной школы пилотов…» с дислокацией в городе Энгельсе (до 1931 года — Покровская Слобода), Саратовской области.

В 1931 году в 1,5 км от Энгельса, на пустыре, началось строительство военной школы пилотов. На стройке работало около 10 тысяч человек. К концу 1931 года в эксплуатацию были введены: корпус для размещения красноармейцев и курсантов, корпус для размещения начальствующего состава, курсантская столовая.
Первым начальником школы был назначен полковник Алексей Петрович Мейер. 7 декабря 1931 года им был издан приказ № 1 по 14-й Военной школе пилотов о начале формирования лётных подразделений. К 31 декабря 1931 года укомплектование лётных подразделений инструкторским составом завершается. Первые курсанты прибывают 15 января 1932 года из Ленинградской Военно-теоретической школы Красного Воздушного Флота после окончания теоретической подготовки и наиболее успевающих студентов из ВУЗов страны.
С 27 января 1932 года курсанты приступают к наземной подготовке к полётам. 8 июля 1932 года курсант Михаил Новокщенов выполнил первый в истории школы самостоятельный полёт. Его инструктором был командир РККА — лётчик Николай Жадейко. Через три месяца после вылета курсанта Новокщенова состоялся выпуск группы наиболее подготовленных курсантов. На 1 января 1933 года в школе находилось 70 самолётов Р-1. 1 августа 1933 года состоялся первый массовый выпуск 254-х курсантов в звании командир РККА — младший лётчик самолёта Р-1. В дальнейшем подготовка курсантов проводилась на самолётах У-2, Р-1, Р-5, И-15, И-16.

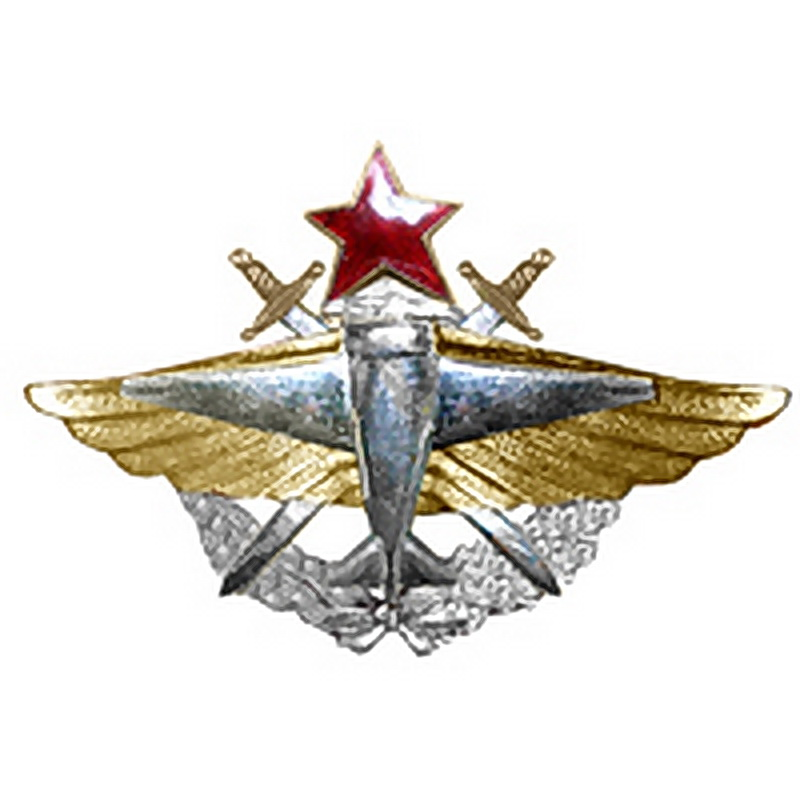
Нагрудный знак об окончании 14-й военной школы пилотов ВВС РККА (1936 г). Выдавался до 1938 года. Носился на правой стороне груди и крепился к одежде при помощи резьбового соединения штифта и гайки [http://cris9.auers.ru/ussr_14shkl1936.htm

По итогам боевой подготовки за 1955 год школа признаётся лучшей на территории Московского Военного округа. В конце 1954 года Энгельсское училище летчиков в полном составе было передислоцировано в Тамбов и января 1956 года получило наименование Тамбовского военного авиационного училища летчиков, а в 1959 году — высшего авиационного училища.
В 1957 году в училище появились самолёты Ил-28, сменившие Пе-2 и Ту-2, а в 1963 году — Л-29. В том же году состоялся первый выпуск летчиков-инженеров.
В начале 1980-х гг. училище перешло на новую авиационную технику — Ту-124 Ш и Ту-134УБЛ (обучение курсантов 3-го и 4-го курсов). Летную подготовку курсанты проходили в учебных авиационных полках, входящих в состав училища:
- 643-й учебный авиационный полк (сформирован в 1952 году на аэродроме Тамбов, с 1978 года — аэродром Тула). Полк готовил курсантов на самолётах Як-18 и Л-29. Это был единственный полк в ВВС, который за время своего существования ежегодно полным составом убывал в летние лагеря (Кирсанов, Новогородовка). Полк был расформирован в 1990 г.;
- 644-й учебный авиационный полк (был сформирован в 1952 году в Мичуринске). До 1957 года осуществлял обучение курсантов на самолётах Пе-2 (УТБ), затем на Ил-28 (1957—1979 гг.), Л-29 (1979—1992 гг.) и Л-39 (1992—1995 гг.). Во время летной подготовки использовались два лагерных аэродрома: Староюрьево и Первомайский. В 1995 году полк передан в состав Балашовского высшего военного авиационного училища лётчиков;
- 652-й учебный авиационный полк (сформирован в 1952 году на аэродроме Энгельс как третий полк Энгельсской школы летчиков, перебазирован на аэродром Тамбов в 1954 году. До 1957 года обучал курсантов старших курсов полетам на бомбардировщике Ту-2, затем — на Ил-28. В начале 1980-х гг. полк перешел на самолёты Ту-124 Ш и Ту-134 УБЛ. В 1992 г. полк был передан в состав 43-го Центра боевого применения и переучивания Дальней авиации, а в 1998 году — расформирован;
- 127-й учебный авиационный полк на самолётах Л-39, передан в состав училища в 1990 году из состава Борисоглебского Борисоглебского высшего военного авиационного училища лётчиков. В 1995 году расформирован.

За большие заслуги в подготовке высококвалифицированных летных кадров училище в 1981 году Указом президиума Верховного совета СССР было награждено орденом Красного знамени.
Распоряжением Правительства Российской Федерации от 26.8.1995 N 1168-р «Об упразднении Тамбовского высшего военного авиационного училища летчиков имени М. М. Расковой» училище закрыто. Училище произвело 75 выпусков летчиков. 23 октября 1995 года — личный состав попрощался со знаменем училища.

## Начальники
- полковник Мейер Алексей Петрович (27 ноября 1931 — июнь 1934)
- полковник Агальцов Филипп Александрович (август 1941 — февраль 1943)
- генерал-майор авиации Удонин Илья Давыдович (1954—1960)
- генерал-майор авиации Белявский Сергей Матвеевич (1960—1962)
- генерал-майор авиации Меняйленко Георгий Николаевич (1962—1972)
- генерал-майор авиации Еремеев Юрий Александрович (1972 — октябрь 1976, погиб при посадке на Ил-28)[2]
- генерал-майор авиации Антонов Владимир Трофимович (1976—1980)
- генерал-майор авиации В. К. Федоров (1980—1987)
- генерал-майор авиации Александров Василий Егорович (1987—1989)[3]
- генерал-лейтенант авиации Ключенок Василий Дмитриевич (1989—1995)[4]

## Герои Советского Союза, Герои Российской Федерации выпускники училища
- Волков, Сергей Александрович (космонавт) — российский космонавт, Герой Российской Федерации (2009), лётчик-космонавт Российской Федерации (2009). Окончил училище по специальности «Командная тактическая бомбардировочная авиация»[5].
- Дейнеко, Юрий Михайлович — гвардии подполковник, военный лётчик первого класса, Герой Российской Федерации (2003), за мужество и героизм, проявленные при выполнении воинского долга[6].
- Куимов, Николай Дмитриевич — заслуженный лётчик-испытатель Российской Федерации, Герой Российской Федерации (2006).
- Меницкий, Валерий Евгеньевич — заслуженный лётчик-испытатель СССР, шеф-пилот ОКБ имени Микояна, заместитель генерального конструктора ОКБ имени Микояна (1992—2008), Герой Советского Союза (1982). Лауреат Ленинской премии.
- Оськин, Виктор Семёнович — подполковник, военный лётчик первого класса, Герой Российской Федерации (1992).

### Другие известные выпускники
- Андросов, Павел Васильевич — командующий 37-й воздушной армией ВГК (СН) Дальней авиации (2007—2009), генерал-майор, заслуженный военный лётчик Российской Федерации
- Афиногентов, Александр Иванович — начальник Главного управления авиации — начальник авиации Федеральной службы войск национальной гвардии Российской Федерации с 13 октября 2016 года, генерал-лейтенант, заслуженный военный лётчик Российской Федерации
- Волков, Александр Никитович — командующий Военно-транспортной авиацией (1979—1986) и министр гражданской авиации СССР (1987—1990), маршал авиации.
- Дудаев, Джохар Мусаевич — первый президент самопровозглашённой Чеченской Республики Ичкерия (1991—1996), чеченский политический деятель, генерал-майор авиации
- Жихарев, Анатолий Дмитриевич — командующий Дальней авиацией (с августа 2009 г. по сентябрь 2016 г.), генерал-лейтенант, военный лётчик-снайпер, заслуженный военный лётчик Российской Федерации